# Richard Lineback
Richard Lineback est un acteur américain né le 4 février 1952 à Francfort-sur-le-Main (Allemagne).

## Biographie
Son père Carl Mayo Lineback (1922–2004) était un docteur qui faisait partie des troupes d'occupation américaines en Allemagne. En 1965, il se réinstalla avec sa famille à Austin, au Texas.

## Filmographie
- 1980 : Le Droit à la justice (Gideon's Trumpet) (TV) : Lester Wade
- 1980 : Joni : Steve Estes
- 1981 : Death Ray 2000 (TV) : U.S. Army enlisted man
- 1981 : Hard Country : Larry
- 1982 : Johnny Belinda (TV) : Dan
- 1983 : Ghost Dancing (TV) : Brian
- 1984 : Fatal Vision (TV) : MP Captain
- 1985 : Vendredi 13, chapitre 5 : Une nouvelle terreur (Friday the 13th: A New Beginning) : Deputy Dodd
- 1985 : Alfred Hitchcock présente (TV) : Billy (segment "Incident In A Small Jail")
- 1986 : Return to Mayberry (TV) : Wally Butler
- 1986 : Stewardess School : Sgt. Striker
- 1987 : MacGyver ("La fondation Phoenix" saison 2, épisode 11) : Philipps
- 1987 : Beyond the Next Mountain
- 1988 : Tu récolteras la tempête (en) (Inherit the Wind) (TV) : Sillers
- 1988 : Les Orages de la guerre (War and Remembrance) (feuilleton TV) : Cornett (Enterprise)
- 1990 : Blind Vengeance (TV)
- 1992 : Woman with a Past (TV) : Wayne
- 1992 : Striptease infernal (Somebody's Daughter) (TV) : Fielder
- 1993 : Sommersby : Timothy Fry
- 1994 : Le Fléau ("The Stand") (feuilleton TV) : Poke
- 1994 : Speed : Norwood
- 1994 : Tueurs nés (Natural Born Killers) : Sonny
- 1995 : Josh Kirby... Time Warrior: Chapter 2, the Human Pets (vidéo) : Willie
- 1995 : Meurtres en série (Deadline for Murder: From the Files of Edna Buchanan) (TV) : Billy Coleman
- 1995 : Les Aventuriers de l'or noir (The Stars Fell on Henrietta) de James Keach : Les Furrows (banker)
- 1996 : Twister de Jan de Bont : Mr. Thornton
- 1996 : Tin Cup : Curt
- 1997 : After the Game (en) de Brewster MacWilliams : Slim the Barkeeper
- 1997 : Le Chacal (The Jackal) : McMurphy, FBI
- 1998 : Du venin dans les veines (Hush) : Hal Bentall
- 1998 : Meet the Deedles : Crabbe
- 1998 : Notre enfant (The Baby Dance) (TV) : Al LeFauve
- 1999 : American Boys (Varsity Blues) : Joe Harbor
- 1999 : Un coupable tout désigné (Dangerous Evidence: The Lori Jackson Story) (TV) : Paul Jackson
- 2000 : Ça va brasser! (Ready to Rumble) : M. Boggs
- 2002 : King of Texas (TV) : Warnell
- 2002 : Le Cercle (The Ring) : Innkeeper